# الغريب (مسلسل قصير)
الغريب أو الدخيل (بالإنجليزية: The Outsider)‏ هو مسلسل دراما وغموض أمريكي قصير مبني على رواية بنفس الاسم للكاتب ستيفن كينغ. يتالف من 10 حلقات، وهو من إنتاج اتش بي او، عرضت الحلقة الأولى منه بتاريخ 12، يناير 2020.

## طاقم العمل
- بن مندلسون / بدور المحقق. رالف أندرسون
- بيل كامب / بدور هاورد سالومن
- جوليان نيكلسون / بدور غلوري متلاند
- جيريمي بوب / بدور الس بيلي
- ماري ويننغهام / بدور جيني اندرسون
- جيسون بيتمان / بدور تيري متلاند
- يول فازكيز / بدور يونس سابلو
- بادي كونسيدين / بدور كلود بولتن

## روابط خارجية
- الغريب (مسلسل قصير) على موقع IMDb (الإنجليزية)
- الغريب (مسلسل قصير) على موقع ميتاكريتيك (الإنجليزية)
- الغريب (مسلسل قصير) على موقع روتن توميتوز (الإنجليزية)
- الغريب (مسلسل قصير) على موقع ليتربوكسد (الإنجليزية)
- الغريب (مسلسل قصير) على موقع كينوبويسك (الروسية)
- الغريب (مسلسل قصير) على موقع ألو سيني (الفرنسية)
- الغريب (مسلسل قصير) على موقع قاعدة بيانات الفيلم (الإنجليزية)